# Барткус, Гинтаутас
Гинтаутас Барткус (лит. Gintautas Bartkus; род. 13 июня 1966) — литовский юрист, адвокат, бывший политик, министр юстиции Литвы.

## Биография
В 1989 году окончил юридический факультет Вильнюсского университета, затем следовали пребывания с учебной целью в университете Хельсинки и в университете Ольборг.
С 1989 года он является преподавателем в области гражданского, торгового и коммерческого (хозяйственного) права кафедры гражданского права и гражданского процесса юридического факультета в Вильнюсском университете.
C 27 октября 2000 до 20 июня 2001 года Гинтаутас Барткус был министром юстиции в правительстве Роландаса Паксаса.
С 2004 года Гинтаутас Барткус являлся партнёром фирмы товарищества адвокатов Jurevičius, Balčiūnas ir Bartkus, c 2011 г. — Baltic Legal Solutions Lietuva.
Он был председателем правления учреждения Фонда Сороса (Atviros Lietuvos fondas, ALF).
Выдвинут Зарёй Немана на пост министра юстиции Литвы осенью 2024 года.